# 5 Seconds of Summer (album)
5 Seconds of Summer är debutalbumet av det australienska bandet 5 Seconds of Summer. Albumet släpptes den 27 juni 2014 i Europa och den 22 juli 2014 i USA, Mexico och Kanada och släpptes av Capitol Records. Albumet innehåller 12 låtar, inklusive singlarna "She Looks So Perfect", "Don't Stop", "Amnesia" och "Good Girls". Albumet beskrivs som pop punk, pop rock och power pop.

## Låtlista
| 1.  | She Looks So Perfect    | Ashton Irwin Michael Clifford Dan Lancaster Jake Sinclair                       | Sinclair Eric Valentine [a]             | 3:22 |
| 2.  | Don't Stop              | Calum Hood Luke Hemmings Steve Robson busbee                                    | Robson                                  | 2:49 |
| 3.  | Good Girls              | Irwin Clifford Josh Wilkinson Roy Stride Rick Parkhouse George Tizzard          | John Feldmann                           | 3:27 |
| 4.  | Kiss Me Kiss Me         | Hood Hemmings Feldmann Alex Gaskarth                                            | Feldmann                                | 3:23 |
| 5.  | 18                      | Hemmings Clifford Richard Stannard Seton Daunt                                  | Feldmann                                | 3:09 |
| 6.  | Everything I Didn't Say | Irwin Hood Feldmann Nicholas "RAS" Furlong                                      | Feldmann                                | 3:00 |
| 7.  | Beside You              | Hood Hemmings Christian Lo Russo Joel Chapman                                   | Feldmann [a]                            | 3:40 |
| 8.  | End Up Here             | Irwin Clifford Feldmann Gaskarth                                                | Feldmann                                | 3:01 |
| 9.  | Long Way Home           | Irwin Clifford Feldmann Gaskarth                                                | Feldmann                                | 3:19 |
| 10. | Heartbreak Girl         | Hood Hemmings Robson Lindy Robbins                                              | Robson                                  | 3:18 |
| 11. | English Love Affair     | Irwin Clifford Stride Wilkinson Parkhouse Tizzard Hope                          | Red Triangle Feldmann [a]               | 3:00 |
| 12. | Amnesia                 | Benjamin Madden Joel Madden Louis Biancaniello Michael Biancaniello Sam Watters | L. Biancaniello M. Biancaniello Watters | 3:57 |

### Fotnoter
1. ↑  ”5 Seconds of Summer” (på engelska). Discogs. 21 mars 2014. https://www.discogs.com/5-Seconds-Of-Summer-5-Seconds-Of-Summer/master/703810. Läst 30 september 2016.
2. ↑  ”5 Seconds of Summer” (på engelska). 5 Seconds of Summer. 29 juli 2014. Arkiverad från originalet den 21 december 2014. https://web.archive.org/web/20141221051959/http://www.5sos.com/5-seconds-summer-rotw/. Läst 4 augusti 2014.